# Goodenia neogoodenia
Goodenia neogoodenia är en tvåhjärtbladig växtart som beskrevs av R. Carolin. Goodenia neogoodenia ingår i släktet Goodenia och familjen Goodeniaceae. Inga underarter finns listade i Catalogue of Life.